# Dinoxyela armata
Dinoxyela armata (лат.) — ископаемый вид пилильщиков рода Dinoxyela из семейства Xyelidae. Один из древнейших представителей отряда перепончатокрылые. Обнаружен в триасовых ископаемых останках (Средняя Азия, Кыргызстан, Madygen, Dzhailoucho, карнийский ярус, около 230 млн лет).

## Описание
Длина тела 24 мм, один из крупнейших ископаемых пилильщиков (отсюда и родовое название Dinoxyela).
Вид Dinoxyela armata был впервые описан по отпечаткам в 1969 году советским и российским энтомологом Александром Павловичем Расницыным (ПИН РАН, Москва, Россия) вместе с Madygenius extraradius, Asioxyela paurura, Eoxyela sibirica, Triassoxyela orycta и другими. Включён в состав рода Dinoxyela Rasnitsyn 1969 и подсемейства Archexyelinae. Сестринские таксоны пилильщиков: Archexyela, Asioxyela, Dinoxyela, Euryxyela, Ferganoxyela, Leioxyela, Lithoxyela, Madygenius, Triassoxyela, Xiphoxyela, Xyelinus. Это один из древнейших видов пилильщиков и всех представителей отряда перепончатокрылые наряду с такими видами как Potrerilloxyela menendezi, Ferganoxyela sogdiana, Oryctoxyela triassica, Ferganoxyela destructa, Triassoxyela kirgizica, T. foveolata.